# Joseph Siegel
Joseph Mark Siegel (ur. 18 lipca 1963 w Joliet, Illinois) – amerykański duchowny katolicki, biskup diecezji Evansville od 2017.

## Życiorys
Święcenia kapłańskie otrzymał z rąk bpa Josepha Imesha w dniu 4 czerwca 1988. Służył duszpastersko na terenie rodzinnej diecezji. Był także przewodniczącym Rady Kapłańskiej oraz konsultorem diecezjalnym.
28 października 2009 mianowany biskupem pomocniczym Joliet ze stolicą tytularną Pupiana. Sakry udzielił mu biskup Peter Sartain.
18 października 2017 papież Franciszek mianował go biskupem ordynariuszem diecezji Evansville.